# Kasteel van Langeais
Het Kasteel van Langeais (Château de Langeais) is een kasteel in Langeais in het departement Loir-et-Cher, in de Loirestreek in het midden van Frankrijk. Het is een van de kastelen van de Loire.
Het Kasteel van Langeais is in de 10e eeuw gebouwd als versterking door Fulco III van Anjou op een overstekend gesteente boven de smalle vallei van de Roumer in het begin van de Loirevallei.
In de 12e eeuw werd de versterking verder uitgebouwd en versterkt door Richard I van Engeland (koning Richard Leeuwenhart). Koning Filips II van Frankrijk heroverde het fort echter in 1206. Uiteindelijk werd het fort door de Engelsen vernietigd tijdens de Honderdjarige Oorlog.
Lodewijk XI van Frankrijk (1461-1483) heeft het laten herbouwen tot de staat waarin het vandaag de dag verkeert. Het kasteel is een van de beste voorbeelden van late middeleeuwse architectuur. Het kasteel staat vooral bekend om zijn monumentale gedecoreerde schoorstenen.
De grote hal van het kasteel was het toneel van de bruiloft tussen Anna van Bretagne (15 jaar) en koning Karel VIII van Frankrijk op 6 december 1491. Het politiek geregelde huwelijk moest de relatie en eenheid tussen het hertogdom Bretagne en het koninkrijk Frankrijk versterken en behouden.
In 1886 kocht Jacques Siegfried het Kasteel van Langeais en begon aan het herstel en de restauratie. Hij verzamelde een prachtige collectie tapijten en antieke meubelen. Hij schonk het kasteel aan het Institut de France, de huidige eigenaar van het kasteel. Het Kasteel van Langeais is geopend voor het publiek.